# Saint-Ulphace
Saint-Ulphace là một xã trong tỉnh Sarthe ở tây bắc nước Pháp. Xã này nằm ở khu vực có độ cao từ 143-251 mét trên mực nước biển.